# Cuban Missile Crisis
Cuban Missile Crisis: The Aftermath, известна още като The Day After: Fight for Promised Land, е тактическа игра в реално време, разработена от G5 Software и разпространявана от 1C Company в Русия, Black Bean в Европа и Strategy First в САЩ. Използва енджина Enigma на Nival Interactive и като геймплей наподобява Blitzkrieg.
Играта разглежда възможно развитие на Кубинската ракетна криза през 1962 г. По време на нея самолет Lockheed U-2 е свален, което води до ядрен апокалипсис и Трета световна война. СССР напада Европа и Близкия изток, защитавани от френски и германски войски, които евакуират населението към Централна Африка. Англо-американският съюз се опитва да защити използваемите земи в Южна Америка и Южна Африка, а Китай атакува СССР и останалата част от Азия.